# Атпара
Атпара (бенг. আতপাড়া, англ. Atpara) — город на северо-востоке Бангладеш, административный центр одноимённого подокруга. Расположен на берегах реки Магара. Площадь города равна 9,04 км². По данным переписи 2001 года, в городе проживало 7825 человек, из которых мужчины составляли 51,88 %, женщины — соответственно 48,12 %. Плотность населения равнялась 865 чел. на 1 км². Уровень грамотности населения составлял 25,4 % (при среднем по Бангладеш показателе 43,1 %).